# Amnisos
Amnisos eller Amnissos är en fornlämning i Grekland. Den ligger i prefekturen Nomós Irakleíou i den sydöstra delen av landet på Kreta.